# زوددرمانی

زوددرمانی هالک، پس از آن‌که بخش اعظم پوست و بافت ماهیچه‌ای‌اش پاره شده‌بود.

زوددَرمانی (به انگلیسی: Healing factor) واژه‌ای است در داستان‌های تخیلی به قابلیت درمان سریع یک زخم یا بیماری توسط شخصیت‌های داستان اشاره دارد. 
شخصیت‌های زود درمان در این داستان‌ها توان درمان یافتن با سرعتی فراتر از سرعت معمول انسانی و جانوری را دارند.
خاصیت زوددرمانی بیشتر در شخصیت‌های داستانی کمیک در کتاب‌های کمیک مارول کامیکس دیده می‌شود، زود درمانی وقتی اتفاق می افتد که فرد استفاده کننده آن در معرض یا عارضه شیمیایی قرار گرفته و یا ژن موجود یک حیوان را در بدن خود داشته باشد از استفاده کنندگان آن می‌توان به مرد عنکبوتی،  هالک ، موربیوس، ولورین و... اشاره کرد .